# Quantification semi-classique
En physique, la quantification semi-classique est une procédure simplifiée permettant de quantifier — dans le cadre de la théorie des quanta — un système physique à partir de ses ingrédients classiques, notamment ses trajectoires. Michael Berry utilise à ce propos la formulation imagée : « mettre de la chair quantique sur un squelette classique ».
Cette procédure simplifiée, qui n'utilise pas l'appareil mathématique complet de la mécanique quantique, est supposée valide dans le régime semi-classique.
La plus ancienne de ces procédures, concernant la quantification de l'atome d'hydrogène, est due à Bohr (1913), donnant lieu au célèbre « modèle de Bohr » à orbites circulaires. Cette procédure fut étendue par Sommerfeld afin d'inclure les orbites elliptiques.

## Quantification EBK d'un système intégrable
En 1917, Einstein généralisa à tout système intégrable conservatif la procédure de Bohr-Sommerfeld. La méthode générale d'Einstein fut précisée par Brillouin, puis Keller, donnant lieu à la quantification EBK (en).
Pour un système intégrable conservatif à N degrés de liberté, il existe en effet N variables d'action qui sont toutes des constantes du mouvement. Ainsi, la dynamique classique d'un système intégrable est elle restreinte à un tore invariant à N dimensions dans l'espace des phases, caractérisé par la valeurs des N actions.
La quantification EBK consiste à n'autoriser que des actions multiples entier (à une constante près) du quantum d'action ; si {\displaystyle C_{i}} est un contour fermé sur le tore invariant, on pose :
{\displaystyle \int _{C_{i}}{\vec {p}}\cdot {\vec {dq}}\ =\ \left(n\ +\ {\frac {\alpha _{i}}{4}}\right)\ 2\pi \hbar \ ,\quad n\ =\ 1,2,\dots }
Les entiers positifs {\displaystyle \alpha _{i}} sont des indices de Maslov.

## Quantification d'un système non intégrable
La méthode EBK ne s'applique que pour de systèmes intégrables. Lorsque le système n'est pas intégrable, a fortiori lorsque le système est chaotique, une procédure de quantification semi-classique de l'énergie du système est fournie par la formule des traces de Gutzwiller.

#### Vulgarisation
(en) Lorenzo J. Curtis et David G. Ellis, « Use of the Einstein–Brillouin–Keller action quantization », American Journal of Physics, vol. 72, no 12, 2004, p. 1521-1523 [lire en ligne].

#### Ouvrages de référence
- (en) Martin C. Gutzwiller, Chaos in Classical and Quantum Mechanics, Springer-Verlag, 1990  (ISBN 0-387-97173-4).
- V. P. Maslov (de), Théorie des perturbations et méthodes asymptotiques, Dunod, 1972.

#### Articles historiques
- (de)  Albert Einstein, « Zum Quantensatz von Sommerfeld und Epstein », Verh. Deutsch. Phys. Ges., vol. 19, 1917, p. 82-92. Reproduit dans : The Collected Papers of Albert Einstein, vol. 6, A. Engel (trad.), Princeton University Press, 1997, p. 434.
- (en) Joseph B. Keller, « Corrected Bohr-Sommerfeld Quantum Conditions for Nonseparable Systems », Ann. Phys., vol. 4, no 2,‎ 1958, p. 180-188 (lire en ligne).
- (en) Joseph B. Keller et S. I. Rubinow, « Asymptotic Solution of Eigenvalue Problems », Ann. Phys., vol. 9, no 1,‎ 1960, p. 24-75 (DOI 10.1016/0003-4916(60)90061-0).
- (en) Martin C. Gutzwiller, « Periodic orbits and classical quantization condition », J. Math. Phys., vol. 12,‎ 1971, p. 343.